# NGC 3256 은하군의 은하 목록
NGC 3256 은하군의 은하 목록은 센타우루스자리에 위치한 NGC 3256 은하군(NGC 3256 Group 또는, LGG 197)에 속하는 은하들을 나열한 문서이다. 이 은하군은 상호작용은하인 NGC 3256을 중심으로, 여러 나선 은하 및 불규칙 은하들이 중력적으로 결합되어 있는 구조이다. 그룹 내 은하들은 주로 상호 작용 흔적과 HI(중성 수소) 분포를 통해 연구되며, 일부 구성원은 문헌에 따라 포함 여부가 달라질 수 있다.

## 목록
| 이름          | 형태        | 설명 |
| ------------- | ----------- | --- |
| NGC 3256      | SB(s)pec    | 은하군의 중심 은하이다. 두 개 이상의 나선 은하들의 병합으로 형성된 충돌 은하이며, 강한 별 생성 활동(starburst)이 관측됨. |
| NGC 3263      | SB(s)b      | 은하군 주변부의 나선 은하. HI 꼬리와 상호 작용 흔적이 관측됨.                                                            |
| NGC 3256C     | SB(rs)d     | 중심 은하의 위성 은하로 추정되며, 병합 흔적이 존재함.                                                                    |
| NGC 3261      | SB(rs)bc    | 문헌에 따라 그룹 멤버로 분류되며, 약간 왜곡된 구조를 보이는 나선은하.                                                    |
| ESO 263-G 044 | SA(s)b? pec | HI 연결 구조가 중심 은하와 이어져 있으며, 이 은하군에 포함된 가능성이 있음.                                              |
| ESO 263-G 046 | S?          | 구조가 불확실하나, ESO 263-G 044와 함께 HI 연속 구조를 형성함.                                                           |

## 같이 보기
- NGC 3256
- 바다뱀자리-센타우루스자리 초은하단
- 센타우루스자리